# ۲۹ فوریه (فیلم)
«۲۹ فوریه» (انگلیسی: February 29 (film)) فیلمی در ژانر ترسناک است که در سال ۲۰۰۶ منتشر شد. از بازیگران آن می‌توان به پارک اون هه و ایم هو اشاره کرد.